# Heptalen
Heptalen ist ein bicyclischer ungesättigter Kohlenwasserstoff, bestehend aus zwei anellierten Cycloheptatrien-Ringen. Wie Pentalen ist es eine homologe Verbindung von Naphthalin. Gemäß der Hückel-Regel ist diese Verbindung mit 12 π-Elektronen nicht zu den Aromaten zu rechnen, vielmehr handelt es sich um ein antiaromatisches System, das sich wie ein nicht mesomeriestabilisiertes Polyen verhält.

## Darstellung
Es gibt mehrere Routen zur Darstellung von Heptalen, bei denen formal ein carbocyclisches Gerüst mit 10 C-Atomen durch Addition einer C2-Komponente in das Heptalen überführt wird. Als Ausgangskomponente kann Naphthalin, bzw. 1,4,5,8-Tetrahydronaphthalin oder Azulen verwendet werden.
Beispiel für eine mehrstufige Heptalen-Synthese nach Emanuel Vogel:
Ausgehend von Naphthalin 1 erhält man mittels einer Birch-Reduktion 1,4,5,8-Tetrahydronaphthalin 2. Die Brückenkopf-Doppelbindung wird im nächsten Schritt durch Umwandlung in eine Epoxid-Funktion reversibel geschützt. Das so gebildete Oxiran-Derivat 3 wird durch eine zweifache Carben-Addition mit einem hohen Bromoform-Überschuss und 50%iger Natronlauge in den Pentacyclus 4 überführt, der dann mit Lithium und tert-Butanol in Tetrahydrofuran zu dem Tetracyclus 5 reduziert wird. Anschließend wird mit N-Bromsuccinimid  eine Allyl-Bromierung durchgeführt (Wohl-Ziegler-Reaktion). Zwischenprodukt 6 wird mit Zink in THF unter Öffnung der beiden Dreiringe zu 3,8-Dihydroheptalen 7 dehalogeniert. Die Überführung der Verbindung 7 in die Zielverbindung 8 gelingt mit einer zweistufigen Oxidation mit Triphenylmethylhexafluoroantimonat und Trimethylamin.

## Eigenschaften
Das unsubstituierte Heptalen ist eine instabile Verbindung. Durch Behandlung mit Säuren lässt sie sich relativ einfach und reversibel in das entsprechende Heptalenium-Salz überführen. Die Heptalenium-Salze können daher als Heptalen-Konserve benützt werden.
Das Heptalenium-Salz mit dem Cycloheptatrienylium-Strukturelement ist eine aromatische Verbindung.